# Henri Marie Alfred de Cadoudal
Pour les articles homonymes, voir Cadoudal.
Henri Marie Alfred de Cadoudal (Paris, 20 février 1859 - Laval, 13 mars 1925) est un général de division français dont le nom est associé à la Première Guerre mondiale.

## Biographie
Il est descendant de Joseph de Cadoudal, frère du célèbre chef chouan et royaliste Georges Cadoudal qui avait été anobli par Louis XVIII. Il est victime d'un fichage par le préfet de Poitiers Gaston Joliet lors de l'affaire des fiches.

### Grades
- 23/06/1913: colonel
- 09/09/1914 général de brigade à titre temporaire
- 28/12/1914: général de brigade
- 02/01/1917 général de division à titre temporaire
- 18/05/1917: général de division

### Décorations
- : Commandeur de la Légion d'honneur (01/04/17)
  - Officier (11/10/14)
  - Chevalier (11/07/02)
- : Croix de Guerre 1914-1918

### Postes
- 23/06/1913: commandant du 136e Régiment d'Infanterie
- 09/09/1914: en disponibilité.
- 12/09/1914: commandant de la 40e Brigade d'Infanterie
- 13/10/1914: commandant de la 13e Division d'Infanterie
- 05/06/1915: en congé de repos.
- 12/08/1915: commandant de la 57e Division d'Infanterie de Réserve
- 15/10/1915: commandant de la 31e Division d'Infanterie
- 02/01/1917: commandant du  2e Corps d'Armée
- 11/06/1918: en congé de repos
- 06/07/1918: placé dans la section de réserve